# Synallaxis unirufa
Synallaxis unirufa là một loài chim trong họ Furnariidae.